# スペルリンガ
スペルリンガ（イタリア語: Sperlinga, シチリア語: Spillinga）は、イタリア共和国シチリア州エンナ県にある、人口約700人の基礎自治体（コムーネ）。

## 地理

### 位置・広がり

#### 隣接コムーネ
隣接するコムーネは以下の通り。括弧内のPAはパレルモ県所属を示す。
- ガンジ (PA)
- ニコジーア

## 文化・観光
「イタリアの最も美しい村」クラブ加盟コムーネである。